# Relaciones Uruguay-Venezuela

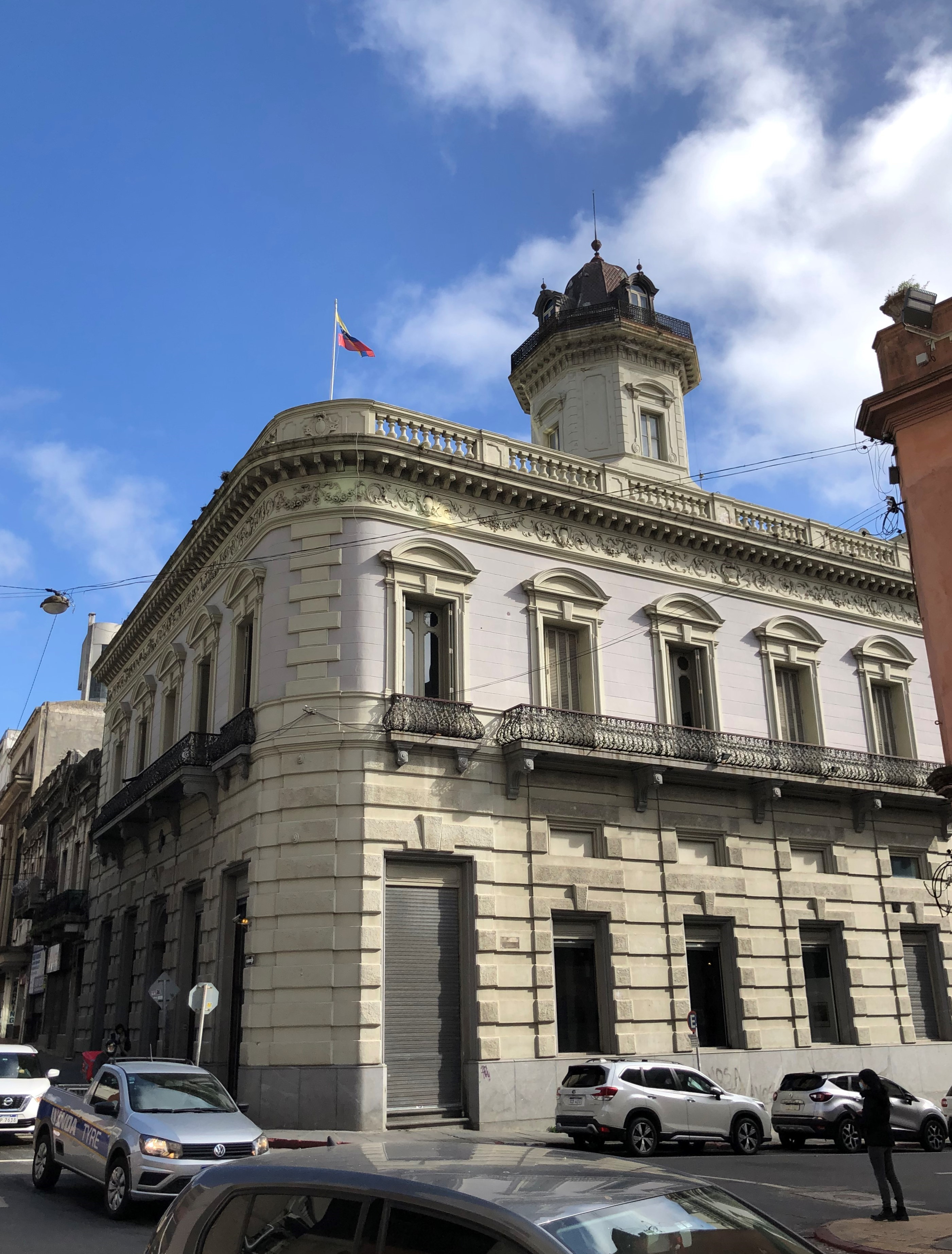
Antigua Embajada de Venezuela en Montevideo

Las relaciones Uruguay-Venezuela son las relaciones exteriores entre la República Bolivariana de Venezuela y la República Oriental del Uruguay, ambas repúblicas hispanoamericanas de América del Sur. 
Históricamente, ambos países formaron parte del Imperio español hasta principios del siglo XIX. Hoy en día, ambos países son miembros de pleno derecho del Grupo de Río, de la Unión Latina, de la Asociación de Academias de la Lengua Española, de la Organización de Estados Iberoamericanos, de la Comunidad de Estados de América Latina y el Caribe y de la Unión de Naciones Suramericanas.
En julio de 2024, el gobierno venezolano ordenó el retiro del personal diplomático de Uruguay por no reconocer a Nicolás Maduro como ganador de las elecciones presidenciales.

## Historia

### sigloXX
En el año 1976, durante el gobierno cívico-militar, se rompieron las relaciones diplomáticas entre ambos países por un incidente de gran envergadura. El 28 de junio de este año, Elena Quinteros una maestra que estaba bajo custodia de los militares, ingresó huyendo del régimen a la embajada venezolana pidiendo asilo político. Ante tal situación, los militares ingresaron a la embajada por la fuerza y tomaron a su rehén. Este hecho llevó a Venezuela a romper relaciones diplomáticas el 5 de julio de 1976. Las relaciones entre ambos países estuvieron interrumpidas por nueve años, hasta la llegada de la democracia en Uruguay durante 1985.

### sigloXXI
Después de los incidentes de marzo de 2015 por parte de Nicolás Maduro contra el vicepresidente uruguayo, Raúl Sendic las relaciones diplomáticas estuvieron tensas.
En febrero de 2016 se retiró el embajador de Uruguay Oscar Ramos y fue designado Carlos Barros pero nunca le llegaron las credenciales. Mientras tanto el representante venezolano, el embajador Julio Ramón Chirinos Rodríguez, ha continuado en su cargo estos últimos años. En marzo de 2017 un nuevo impace por parte de Nicolás Maduro contra el canciller uruguayo Nin Novoa marco el distanciamiento entre ambos países. En 2020, Uruguay dio un giro en su política internacional al no invitar a Maduro a la toma de posesión de mando de Luis Lacalle Pou, además de una vez asumido en el poder, Lacalle brindó un apoyo explícito a Juan Guaidó en la crisis presidencial de Venezuela. Juan Pablo Guanipa asiste a la toma de posesión de Luis Lacalle Pou en representación del gobierno de Juan Guaidó.
En noviembre de 2022 Uruguay retomó conversaciones con el gobierno venezolano parcialmente suspendido desde el 2016 al no recibir sus credenciales el designado como embajador Carlos Barros, mientras era representado por un encargado de Negocios. Lacalle nombró de embajador a Eber da Rosa y pidió al gobierno de Nicolás Maduro lo aceptara como su diplomático en Caracas.
El 16 de junio de 2023 luego de las idas y venidas en cuanto a su relación con Venezuela, el gobierno de Luis Lacalle Pou confirmó oficialmente un embajador uruguayo en el país, luego de siete años sin haber mantenido relaciones diplomáticas, Nicolás Maduro recibió las credenciales entregadas por el embajador de Uruguay Eber Da Rosa Vázquez.
El 28 de julio de 2024 horas antes de darse los resultados presidenciales en Venezuela en un comunicado conjunto de Ministros de Relaciones Exteriores de Argentina, Costa Rica, Ecuador, Panamá, Perú, Paraguay y Uruguay, había emitido un comunicado donde expresaron su preocupación y anunciaron que harán un seguimiento cercano de los acontecimientos electorales en Venezuela.El 29 de julio el Gobierno de Venezuela anuncia la ruptura de relaciones diplomáticas con varios países entre ellos el de Uruguay y exige el retiro inmediato de sus representantes en territorio venezolano, en represalia por haber expresado su preocupación por el desarrollo de las presidenciales, a quienes acusa de ser «subordinados a Washington»
El 19 de octubre es detenido Fabián Buglione, ciudadano uruguayo, en el Puente Internacional Atanasio Girardot de San Antonio, quien desaparece luego de presentar su pasaporte en migración Venezuela. El vicecanciller Nicolás Albertoni a pedido información pero el gobierno venezolano ha pedido el retiro de su única funcionaria encargada de la embajada, lo que hace más crítica las relaciones entre ambos países.
El 4 de marzo de 2025 el nuevo gobierno de Uruguay el canciller Mario Lubetkin dijo que "Las relaciones entre Uruguay y Venezuela están a cero" y expresó que Uruguay ya no reconoce a Edmundo González Urrutia como presidente de Venezuela, que tampoco reconoce a Nicolás Maduro. El 12 de junio Venezuela y Uruguay acuerdan reabrir las oficinas consulares tras casi un año, luego de la llegada al poder del izquierdista Yamandú Orsi. Orsi ha dicho que tampoco reconoce el resultado, pero fijó como prioridad la atención de los 50.000 uruguayos en Venezuela. La embajada uruguaya sigue abierta con personal local, pero con actividad restringida.